# Eisenbahnunfall von Straffan
Der Eisenbahnunfall von Straffan war der Auffahrunfall eines Güterzugs auf einen Personenzug beim Bahnhof Straffan, County Kildare, am 5. Oktober 1853. 18 Menschen starben. Er ist bis heute der drittschwerste Eisenbahnunfall in Irland, und der schwerste in der heutigen Irischen Republik.

## Ausgangslage
Die Bahnstrecke Dublin–Cork der Great Southern and Western Railway war 1847 eröffnet worden und wurde ohne Streckenblock betrieben, die Züge fuhren im Zeitabstand. Das bedeutete, dass nach Abfahrt eines Zuges aus einem Bahnhof auf die Strecke diesem nach einer festgelegten Zeit der nächste folgen durfte. Blieb ein Zug liegen, so musste dem folgenden Zug jemand entgegen geschickt werden, um ihm zu signalisieren, dass die Strecke noch besetzt war.
An dem Tag herrschte dichter Nebel und zum Unfallzeitpunkt war der Einbruch der nächtlichen Dunkelheit bereits weit fortgeschritten. Die Sichtverhältnisse waren also schlecht.
Der Nachmittagsschnellzug von Cork nach Dublin bestand aus einer Dampflokomotive mit Schlepptender, drei Wagen 3. Klasse und zwei Wagen 1. Klasse, mit insgesamt 45 Reisenden. In Portarlington überholte der Schnellzug einen Güterzug mit 20 Wagen, der ihm anschließend auf der gleichen Strecke folgte.

## Unfallhergang
Gegen 18:20 Uhr hatte der Schnellzug fast den Bahnhof Straffan erreicht, als eine Pleuelstange an der Lokomotive brach. Der Zug blieb einen knappen Kilometer südlich des Bahnhofs liegen. Ein Rechtsanwalt, Fahrgast im Zug, der für die Eisenbahngesellschaft arbeitete, beauftragte den Heizer der Dampflokomotive, den Zug nach hinten abzusichern, den Güterzug anzuhalten und zu erreichen, dass der den liegen gebliebenen Zug nach Dublin schiebe. Eine Anzahl Reisender stieg aus dem Zug aus. Der Heizer nahm aber weder eine Signallampe noch Knallkapseln mit, als er dem Güterzug entgegenlief. Bei der herrschenden, schlechten Sicht wurde er vom Zugpersonal des Güterzugs nicht wahrgenommen.
Nach etwa 15 Minuten war der herannahende Güterzug vom liegen gebliebenen Schnellzug aus zu hören und die Reisenden begaben sich in den Zug zurück. Der Güterzug näherte sich jedoch in voller Fahrt und kollidierte mit dem liegen gebliebenen Personenzug, zertrümmerte dabei dessen letzte drei Personenwagen, schob die übrigen Wagen noch durch den Bahnhof Straffan hindurch und kam erst 400 Meter danach zum Stehen.

## Folgen
18 Menschen starben, eine unbekannte Zahl von Menschen wurde darüber hinaus verletzt.
Der Heizer der Lokomotive des Schnellzuges, der Lokomotivführer des Güterzuges und dessen Zugführer wurden wegen des Verdachts auf Totschlag festgenommen.
William Allingham schrieb über den Unfall ein Gedicht, The magic car of modern skill, das im Jahr nach dem Unfall in seiner Gedichtsammlung Day and Night Songs veröffentlicht wurde.